# 마이클 스테거
마이클 스티거(Michael Steger, 1980년 5월 27일 ~ )는 미국의 배우이다.

## 출연 작품
- 더 서클 (2014)
- Destruction: Las Vegas (2013)
- 어시스팅 비너스 (2010)
- 치타 걸스 3 (2008)

### 텔레비전
- 90210 (2008-13)